# Aux heureux
Aux heureux est une mélodie de la compositrice Augusta Holmès composée en 1882.

## Composition
Augusta Holmès compose Aux heureux en 1882,, sur un poème écrit par elle-même. Il existe deux versions, l'une pour soprano ou ténor en sol  majeur, l'autre pour mezzo-soprano ou baryton. L'œuvre a été publiée aux éditions Durand, Schoenewerk et Cie.